# انتشارات اختران

نشان انتشارات اختران

انتشارات اختران یکی از ناشران ایرانی است که در حوزه‌های تاریخ، علوم اجتماعی و علوم انسانی فعالیت دارد. مدیریت این انتشارات از سال ۱۳۷۹ برعهده «منصور اعرابی اردهالی» بوده‌است.

## کتاب‌های برگزیده
برخی از کتاب‌های انتشارات اختران:
- خورشید گوشه چهارم، فرهاد جم، چاپ اول ۱۳۹۸.
- ترس ترامپ در کاخ سفید، باب وودوارد، میلاد فشتمی، چاپ دوم ۱۳۹۹.
- خروس (کتاب)، از ابراهیم گلستان، ۱۳۷۴.
- جنبش حقوق زنان در ایران، طغیان، افول و سرکوب از ۱۲۸۰ تا انقلاب ۵۷، از الیزا ساناساریان، ترجمه نوشین احمدی خراسانی، ۱۳۸۴.